# Andrea Chiesa
Andrea Chiesa, švicarski dirkač Formule 1, * 6. maj 1966, Milano, Italija.
Andrea Chiesa je upokojeni švicarski dirkač Formule 1. Mednarodno kariero je začel v prvenstvu Formule 3000 v sezoni 1988, ko je zasedel dvajseto mesto v dirkaškem prvenstvu. V sezoni 1989 je bil šesti v prvenstvu z eno zmago, v sezoni 1990 pa sedmi. Kljub slabi sezoni 1991, ko je zasedel le devetnajsto mesto v prvenstvu, je dobil v naslednji sezoni 1992 priložnost v Formuli 1. Na desetih Velikih nagradah se mu je uspelo trikrat kvalificirati na dirko, na Veliki nagradi Mehike je odstopil v sedemintridesetem krogu, na Veliki nagradi Španije je odstopil v dvaindvajsetem krogu, na Veliki nagradi Francije je odstopil že v prvem krogu zaradi trčenja. V sezoni 1993 je nastopal v prvenstvu ameriške serije CART, kjer je zasedel petintrideseto mesto v prvenstvu.

## Popolni rezultati Formule 1
(legenda) (odebeljene dirke pomenijo najboljši štartni položaj, poševne pa najhitrejši krog, †-uvrščen kljub odstopu)
| Leto | Moštvo    | Šasija         | Motor   | 1       | 2       | 3       | 4       | 5       | 6       | 7       | 8       | 9      | 10      | 11  | 12  | 13  | 14  | 15  | 16  | Prv | Toč |
| ---- | --------- | -------------- | ------- | ------- | ------- | ------- | ------- | ------- | ------- | ------- | ------- | ------ | ------- | --- | --- | --- | --- | --- | --- | --- | --- |
| 1992 | Fondmetal | Fondmetal GR01 | Ford V8 | JAR DNQ | MEH Ret | BRA DNQ | ŠPA Ret | SMR DNQ | MON DNQ | KAN DNQ |         |        | NEM DNQ | MAD | BEL | ITA | POR | JAP | AVS | NC  | 0   |
| 1992 | Fondmetal | Fondmetal GR02 | Ford V8 |         |         |         |         |         |         |         | FRA Ret | VB DNQ |         |     |     |     |     |     |     | NC  | 0   |